# Mycale anomala
Mycale anomala är en svampdjursart som först beskrevs av Ridley och Arthur Dendy 1886.  Mycale anomala ingår i släktet Mycale och familjen Mycalidae. Inga underarter finns listade i Catalogue of Life.